# Список університетів Йорданії
Це список університетів та закладів Йорданського Хашимітського Королівства, упорядкованих за алфавітом провінції, до якого належить кожен університет. У Йорданії є як приватні, так і державні університети, багато з яких підтримується урядом Йорданії та відповідними провінціями. Йорданія має досить велику кількість університетів для свого розміру. Крім того, у Йорданії є 50 громадських коледжів, які тут не перераховані.

## Губернаторства
Йорданське Хашимітське Королівство поділяється на дванадцять губернаторств (мухафазах) таким чином:

### Аджлун
- Balqa Applied University- Ajloun College
- Національний університет Аджлун

### Амман
- Аль-Ахлія Амманський університет
- Університет Аль-Ісра
- Йорданський університет Аль-Зайтуна
- Амманський арабський університет
- Приватний університет прикладних наук
- Арабська академія управління, банківської справи та фінансових наук
- Арабський відкритий університет
- Колумбійський університет: Амманське відділення
- Німецько-йорданський університет: Джабаль-Амманське відділення
  - Німецько-йорданський університет: Кампус Альмушакар/Головний кампус
- Хусьєнський технічний університет
- Університет медичних наук імені Ібн Сіни: Амман-Аль-Кастал
- Йорданська академія морських досліджень
- Йорданська академія музики
- Йорданський інститут банківських досліджень
- Йорданський інститут медіа
- Технічний університет Luminus
- Близькосхідний університет
- Технологічний коледж Національного університету
- Університет Петри
- Філадельфійський університет
- Технологічний університет принцеси Сумаї
- Queen Noor Civil Aviation Technical College
- Технічний університет Тафіла
- Всесвітній університет ісламських наук і освіти
- Йорданський університет

### Акаба
- Технологічний університет Акаби (2011)
- Інститут банківських досліджень: відділення в Акабі
- Кампус Йорданського університету в Акабі

### Ель-Балка
- Прикладний університет Аль-Балка (Ес-Салт)

### Ірбід
- Ірбідський національний університет
- Йорданський університет науки і технологій
- Luminus Technical University College - LTUC
- Інститут банківських досліджень: Ірбідське відділення
- Університет Ярмук
- Університет Джадара

### Джераш
- Університет Джераша

### Ель-Карак
- Університет Мута (в Мута)

Balqa Applied University (kerak)

### Маан
- Університет Аль-Хусейна Бін Талала
- Balqa Applied University- College of Agriculture (в Еш-Шубаку)
- Balqa Applied University- College of Ma'an (у Маані)

### Мадаба
- Американський університет Мадаба (АУМ): Мадаба коледж
- Нью-Йоркський технологічний інститут, Мадаба

### Ель-Мафрак
- Університет Аль-аль-Бейт

### Ет-Тафіла
- Технічний університет Тафіла

### Ез-Зарка
- Хашимітський університет
- Університет Зарка